# اسفندیار طباطبائی دیبا
اسفندیاری دیبا با نام کامل اسفندیار طباطبایی دیبا سیاست‌مدار ایرانی بود، که در  دوره نوزدهم  بعنوان نماینده حوزه انتخابیه سراب و میانه در مجلس شورای ملی حضور داشت.
اسفندیار دیبا  رایزن اقتصادی ایران در پاریس و عموی فرح پهلوی بود.